# هانس جورج هيرزوغ
هانس جورج هيرزوغ (بالرومانية: Hans Georg Herzog)‏ هو  لاعب كرة يد روماني، ولد في 7 مايو 1915، وتوفي في 28 يوليو 2014.

## وصلات خارجية
- هانس جورج هيرزوغ على موقع أوليمبيديا (الإنجليزية)